# Sistemas de liberação controlada de medicamentos
Os sistemas de liberação controlada de medicamentos (em inglês: Controlled release systems for drugs), também conhecidos como sistemas de liberação sustentada, referem-se a formulações farmacêuticas destinadas a liberar medicamentos em uma taxa pré-determinada, mantendo níveis terapêuticos no corpo por um período mais prolongado , . Esses sistemas destinam-se a melhorar a eficácia, a segurança e a adesão do paciente aos tratamentos medicamentosos, reduzindo a frequência da dosagem e minimizando os possíveis efeitos colaterais .
As formulações tradicionais de medicamentos são geralmente projetadas para liberar o princípio farmacêutico ativo após a administração, resultando em um rápido pico de concentração no sangue, seguido de um declínio gradual . Em contraste, os sistemas de liberação controlada visam liberar o fármaco de forma gradual e consistente, alcançando uma concentração do fármaco mais estável dentro da faixa terapêutica.

## Medicamentos utilizados
Existem uma grande variedade  de sistemas de liberação controlada de fármacos, incluindo os mais usuais:
Comprimido/cápsula de liberação prolongada: essas formulações contêm partículas do medicamento que são revestidas ou incorporadas em matrizes que controlam a liberação do medicamento. A droga é liberada lentamente à medida que o comprimido/cápsula se dissolve ou a matriz se degrada .
Sistema oral de liberação osmótica 
Adesivos/Penso transdérmico: são adesivos aplicados na pele, dos quais o medicamento é liberado lentamente e absorvido pela pele na corrente sanguínea .
Implante subcutâneo: Os implantes de medicamentos são pequenos dispositivos ou pastilhas colocados sob a pele ou dentro de tecidos específicos que liberam o medicamento por um período prolongado .
Microencapsulação: Nesta abordagem, os medicamentos são encapsulados em partículas microscópicas, permitindo a liberação controlada ao longo do tempo .
Lipossoma  /Nanopartícula . São transportadores em nanoescala que encapsulam medicamentos, permitindo a liberação controlada e a administração direcionada de medicamentos.

## Vantagens
As maiores vantagens dos sistemas de liberação controlada são , :
Frequência de dosagem reduzida: os pacientes podem precisar tomar medicamentos com menor frequência, melhorando a conveniência e a adesão do paciente.
Níveis estáveis de medicamento: A manutenção de concentrações estáveis de medicamento dentro da faixa terapêutica pode levar a melhores resultados de tratamento.
Minimização dos efeitos colaterais: Os sistemas de liberação controlada podem reduzir as concentrações máximas do medicamento, o que pode ajudar a diminuir a ocorrência de efeitos adversos.
Entrega direcionada: alguns sistemas de liberação controlada podem entregar medicamentos a tecidos ou órgãos específicos, aumentando a eficácia do medicamento e reduzindo a exposição sistêmica.